# Aberystwyth War memorial
Aberystwyth War memorial är ett monument i Storbritannien. Det ligger i kuststaden Aberystwyth i Wales, 290 km väster om huvudstaden London. 